# Libellus ad Leonem X

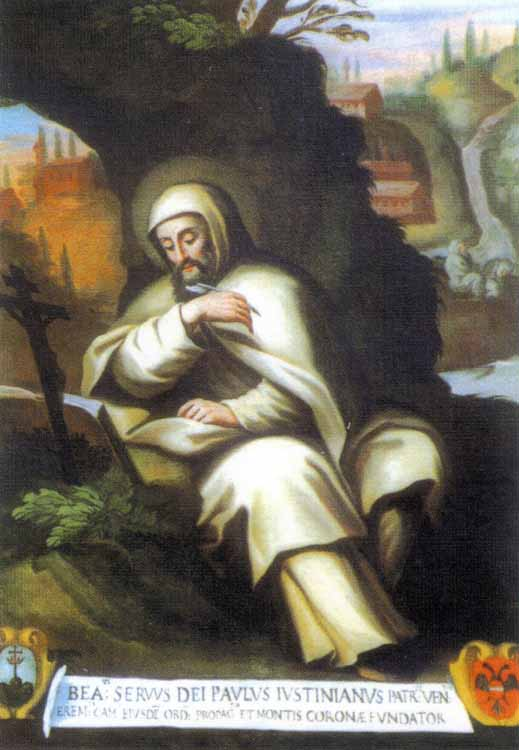
Pablo Justiniani, uno de los dos monjes camaldulenses autores del Libellus ad Leonem X

El Libellus ad Leonem (Libelo al papa León) –conocido también como De Officio Pontificis ad Leonem X (Sobre el oficio del pontífice al papa León X)– es un documento de inicios del siglo XVI, que los monjes camaldulenses Pablo Justiniani y Pedro Quirini presentaron al papa León X, con la esperanza de que este tomara la iniciativa de reformar la Iglesia católica. El texto tuvo una gran difusión en los siglos posteriores, en él se puede observar una de las radiografías más reales de la cristiandad del tiempo y un proyecto de reforma de la Iglesia, anterior al concilio de Trento. Tiene la particularidad de haber sido un documento muy citado por enciclopedias y diccionarios, pero no obstante, poco leído. El original está perdido, una copia, posiblemente del siglo XVII, se conserva en los Annales Camaldolenses.

## Contexto histórico
A inicios del siglo XVI el cristianismo se encuentra en período complejo de su historia, marcado por los diferentes movimientos de reforma. Entre 1512 y 1517 se celebró el concilio Lateranense V y era la última ocasión de reforma, pero dedicó todas sus fuerzas a contrarrestar el conciliábulo de Pisa, convocado por el emperador para poner en práctica la doctrina conciliarista del concilio de Constanza, ya que el papa se negaba a reconocer que las decisiones de un concilio estuvieran por encima de la suya. León X clausuró el concilio Lateranense.
En vista de que la reforma no se llevaba a cabo, dos monjes camaldulenses escribieron un texto dirigido al recién electo papa León X, con la intención de animarle a tomarse en serio una reforma que partiese de lo alto, es decir, comenzando desde la figura del pontífice romano hasta las bases de la Iglesia, los laicos, desde una estructura piramidal, pensado que si se reformaba la cabeza se reformaría el resto de los miembros de cuerpo.

## Autores
Los autores del Libellus ad Leonem X son dos monjes eremitas camaldulenses: Pablo Justiniani, que era amigo del papa León X; y Pedro Quirini. El primero, de quien se tienen más datos sobre su vida, es el reformador de diversos monasterios camaldulenses, y fundador de la rama de dicha orden, llamada Congregación de Eremitas Camaldulenses del Monte Corona.
Los dos fueron enviados a Roma en 1513 para tratar algunos asuntos de su orden. Aprovechan su estadía en la ciudad Eterna y presentan el Libellus al papa, en 1513, donde plantean que los instrumentos de reforma de la Iglesia eran insuficientes, por más de medio siglo se venía hablando de reforma, pero no se había hecho nada. El concilio de Letrán V, que se celebraba en ese tiempo, era la oportunidad para llevarla a cabo. La esperanza de los dos monjes era que el propio León X se encargara de dicha reforma.

## Contenido

### División del documento
El documento por su contenido se divide en seis  partes, aunque no están tituladas, se pueden elencar de la siguiente manera:
- En la primera parte, los monjes hacen un llamado al papa a «ser lo que tiene que ser», por lo que le recuerdan que él tiene el poder y el deber de llevar a cabo la reforma de la Iglesia.
- La segunda recuerda que es obligación de la Iglesia llamar a la fe a los judíos y a los idólatras.
- En la tercera proponen convertir a los musulmanes o de vencerlos en guerra.
- La cuarta, por su parte, llama a la unidad entre las naciones cristianas, unidad cuya cabeza visible es el papa y a quien deben rendir obediencia.
- La quinta parte desarrolla un método de reforma de todos aquello que están en comunión con el romano pontífice.
- Finalmente, en la sexta parte se pide de acrecentar el poder temporal de la Iglesia e aquellas regiones donde se encuentran presentes los infieles.

El texto trata en todas sus partes de una Iglesia que parecía dar más importancia a la vanidad y al lujo y que se encontraba al borde del abismo, hace una radiografía de los males del tiempo y da una importancia grande a las Sagradas Escrituras, intentando llevar la Palabra al inicio de su sacralidad. Toda enseñanza debe ser basada en la Biblia, además de los Padres de la Iglesia y de los primeros concilios hasta Calcedonia, desde donde, según los monjes autores, se fundamenta la fe cristiana.

### Objetivos
Pablo Justiniani y Pedro Quirini plantean como objetivos principales de la reforma:
- Traducir la Biblia a las lenguas nacionales.
- Sustituir en la liturgia el latín por las lenguas vulgares.
- Subdividir el Corpus Iuris Canonici
- Tomar medidas contra la marcada ignorancia del clero.
- Ser más severos a la hora de seleccionar a los candidatos a las órdenes sagradas.
- Buscar una mayor participación de los fieles en las celebraciones.
- Fomentar una mayor conocimiento de los decretos de los concilios antiguos.
- No admitir a las órdenes sagradas a quien no haya leído al menos una vez la Biblia entera.

### Algunos temas concretos
Los monjes camaldulenses critican la superstición del tiempo, acusando a los cristianos de hacer demasiadas oraciones a los santos por determinadas enfermedades o problemas, «olvidándose de quien en verdad es el verdadero sanador». Para ellos, el papa debe «enmendar esa situación que tiene cierto sabor a paganismo».
Se sorprenden al ver que en Roma se encuentra llena de prostitutas, exclaman que «no hay una calle en donde no viva una prostituta». Peor aún, no había vergüenza en algunos sacerdotes que tenían no solo una, sino muchas concubinas. En el Libellus piden a León X que remedie esa situación.
En el Libellus, los autores miran hacia oriente y proponen que la unión con los cristianos orientales llevaría al cristianismo a una verdadera catolicidad.

## Consecuencias
Al parecer el Libellus fue archivado en un primer momento, prácticamente no fue tenido en cuenta en la celebración del concilio de Letrán. Los monjes pedían al papa algo que quizá no se encontraba en sus manos, la política religiosa de León X no les tuvo en cuenta. En definitiva los autores del Libellus no ejercieron en principio ninguna influencia ni en el papa ni en la curia. Cuatro años después de ser presentado este proyecto de reforma, aparece la figura relevante de Martín Lutero, con él la división de la cristiandad.
Una vez causado el cisma, el documento reaparecerá durante el concilio de Trento, según el historiador alemán Hubert Jedin:

Sin exagerar, se puede decir que el programa de reforma de dos camaldulenses ha dado que hacer a la Iglesia por más de un siglo. El concilio de Trento, las reformas de Pio V, la Biblia de Sisto V, la constitución de Propaganda Fidei, se encuentran en la línea trazada por ellos.
Hubert Jedin